# Kontynenty (Czesław Miłosz)
Kontynenty – zbiór esejów, poezji i przekładów Czesława Miłosza wydanych w 1958 przez Instytut Literacki w Paryżu jako tom 29. Biblioteki „Kultury”.
Tom zawiera wiersze, eseje i tłumaczenia powstałe głównie w latach 1944-1957. Całość składa się z trzech części, które wyznaczają okresy z życia pisarza: Polska, Ameryka (1946-1949) i Francja (od 1951). Eseje i przekłady publikowane były wcześniej w czasopismach: „Dziennik Polski”, „Nowiny Literackie”, „Kultura” (Paryż), „Ateneum” (1939), „Środy Literackie” (1935), „Pion” (1935), „Twórczość”, „Odrodzenie”, „Przekrój”, „Kuźnica”, „Confluence” (ang.), „Bulletin des Guildes du Livres” (fr.).

## Zawartość zbioru
- Eseje: Szkło, Notatnik amerykański, List półprywatny o poezji, Wprowadzenie w Amerykanów (Rzecz o poezji amerykańskiej), Z konferencji pisarzy w Bread Loaf, O przekładach, In the American Grain, Faulkner, O poezji Saint John Perse’a, Dwa procesy, Gombrowiczowi, Dwight Macdonald, Czechowicz - to jest o poezji między wojnami, Spotkania, Kilka problemów osobistych, Przekłady i Gałczyński, Mówiąc o ssaku, Refleksje o środowisku zamkniętym, Poezja amerykańska, Próba porozumienia, Biedny kamerjunkier [Aleksander Puszkin], W obronie Europy, Nota o Heraklicie.

- Wiersze Miłosza: Notatnik: Pensylwania, Notatnik: Dordogne, Notatnik: Europa, Notatnik: Brzegi Lemanu, Sobie samemu do sztambucha na Nowy Rok 1950, Przyrodzie pogróżka.

- Przekłady poetyckie: John Milton, Robert Browning, Oskar Miłosz, E.E. Cummings, Walt Whitman, Edwin Markham, Carl Sandburg, Vachel Lindsay, Negro spirituals, Federico Garcia Lorca, Jorge Carrera Andrade, poeci chińscy, Nuchim Bomse, Delmore Schwartz, Wallace Stevens, Theodore Roethke, William Stanley Merwin, fragment Antygony Sofoklesa.

## Wydania polskie
- Paryż: Instytut Literacki, 1958
- Kraków: Znak, 1999

## Przekłady na języki obce
- Kontinenti, Gornji Milanovac: Dečje Novine 1986

## Wybrane recenzje
- Chciuk Andrzej, „Kontynenty” Miłosza, „Wiadomości Polskie” (Sydney)  z 7 IX 1958.
- Lektor, [nota], „Tygodnik Powszechny” 1999, nr 39, s. 13.
- Myszkowski Krzysztof, Wielkie czytanie Miłosza, „Kwartalnik Artystyczny” 2000, nr 1, s. 180-181.
- Zaleski Marek, Bilet na transatlantyk. Początek "Dzieł zebranych" Czesława Miłosza,   „Tygodnik Powszechny” 1999, nr 41, s. 15.